# Ștefania Priceputu
Ștefania Claudia Priceputu (ur. 9 maja 1999) – rumuńska zapaśniczka walcząca w stylu wolnym.
Piąta na mistrzostwach Europy w 2019. Trzecia na MŚ U-23 w 2018 i 2021, a także wśród juniorów w 2017 i kadetek w 2015. Mistrzyni Europy juniorów w 2017 i druga w 2019. Wygrała ME kadetów w 2015; trzecia w 2014 i 2016 roku.